# National Coal Board
Il National Coal Board (NCB) fu l'ente pubblico creato per gestire l'industria mineraria del carbone nazionalizzata nel Regno Unito. Venne istituito ai sensi del Coal Industry Nationalization Act del 1946 e subentrò nella gestione delle miniere di carbone del Regno Unito nel cosiddetto "vesting day", il 1º gennaio 1947. Nel 1987, l’NCB fu ribattezzato British Coal Corporation e le sue attività successivamente furono privatizzate.

## Antefatti
Le miniere di carbone furono messe sotto il controllo del governo durante la prima e la seconda guerra mondiale. La commissione Sankey nel 1919 diede a Richard Henry Tawney, Sidney James Webb e Sir Leo Chiozza Money la possibilità di sostenere la nazionalizzazione ma essi respinsero l'offerta.
Le riserve di carbone furono nazionalizzate nuovamente nel 1942 e poste sotto il controllo della commissione del carbone ma l'industria mineraria rimase in mani private. All'epoca, molte compagnie carboniere erano piccole, sebbene negli anni prima della guerra fosse avvenuto un certo consolidamento.

## Formazione e organizzazione
Il NCB fu una di una serie di aziende pubbliche create dal governo laburista postbellico di Clement Attlee per gestire le industrie nazionalizzate. Il Coal Industry Nationalization Act ricevette la sanzione regia il 12 luglio 1946 e il NCB fu formalmente costituito il 15 luglio, con Lord Hyndley come presidente. Il 1º gennaio 1947 un avviso pubblicato in ogni miniera del paese recitava: "Questa miniera è ora gestita dal National Coal Board per conto del popolo". Le operazioni a cielo aperto furono rilevate il 1º aprile 1952.

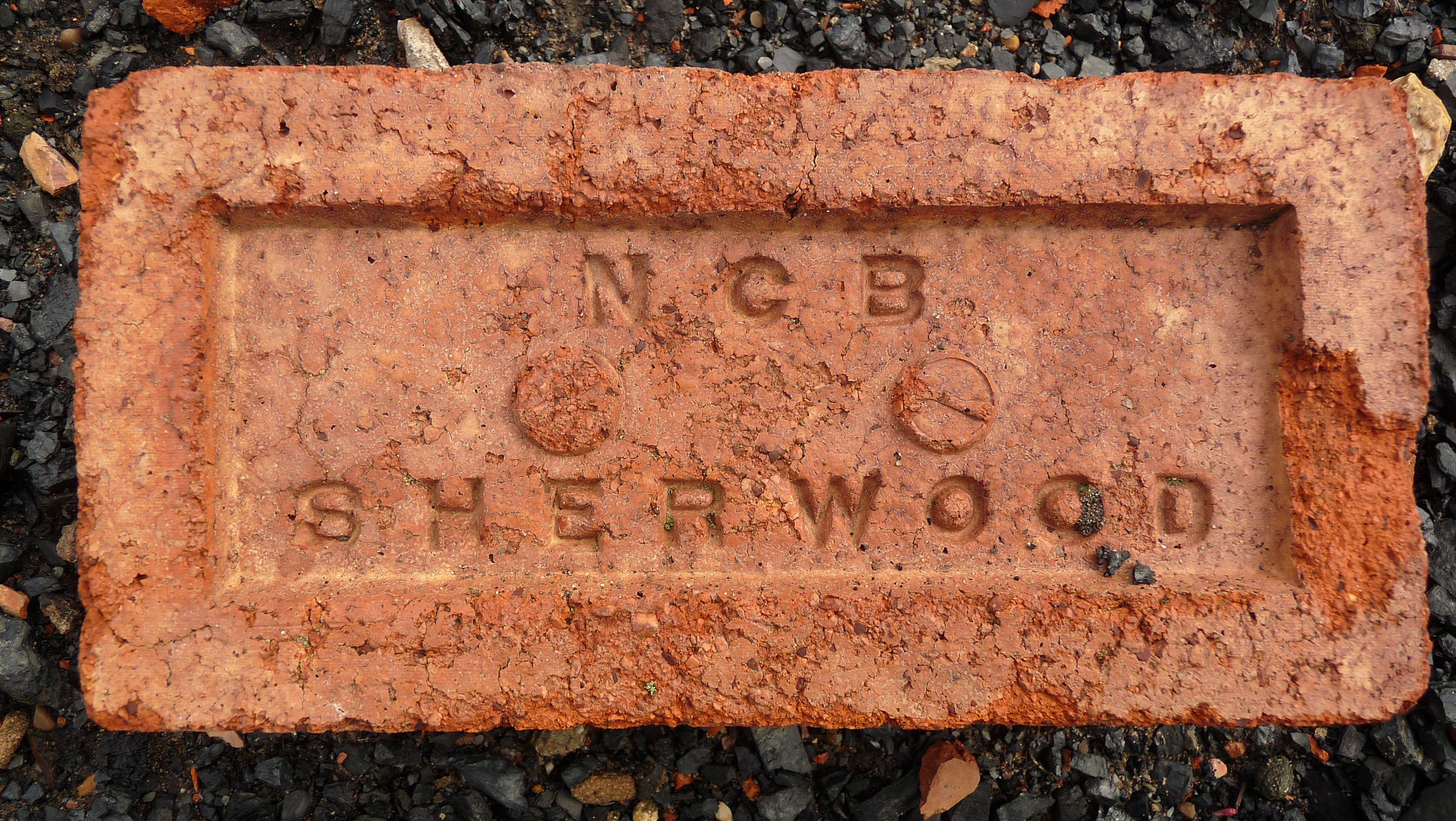
Mattone realizzato presso l'impianto di Sherwood del NCB.

Il NCB acquistò 958 miniere di carbone, precedentemente di proprietà di circa 800 aziende. Ai precedenti proprietari venne pagato un risarcimento di £ 164 000 000 per le miniere e di £ 78 457 000 e per altri beni come 55 forni da coke, 85 forni per mattoni e 20 impianti di combustione senza fumo. Le miniere acquisite variavano considerevolmente per dimensioni e produzione. Il carbone veniva estratto in vene che variavano dai 20 ai 200 pollici di spessore e in media ogni pozzo produceva 245 000 tonnellate all'anno. Più di un terzo delle miniere di carbone producevano meno di 100 000 tonnellate di carbone mentre 50 ne estraevano 700 000 tonnellate.
Il National Coal Board partì il paese in divisioni, corrispondenti ai principali giacimenti di carbone, e ogni divisione fu divisa in aree con una produzione di circa 4 milioni di tonnellate. Il consiglio di amministrazione rilevò anche le centrali elettriche di alcune miniere e i binari ferroviari. Gestiva anche oltre 140 000 abitazioni e oltre 200 000 acri di terreni agricoli. Inizialmente il NCB impiegava quasi 800 000 lavoratori, che rappresentavano il 4% della forza lavoro totale della Gran Bretagna. La sua sede nazionale fu stabilita a Hobart House, Londra.

## Storia
Nel 1947, circa la metà delle miniere necessitava di attenzioni immediate e fu avviato un programma di sviluppo. Tra il 1947 e il 1956, il NCB spese oltre 550 milioni di sterline per importanti miglioramenti e nuove prospezioni; molti furono spesi per meccanizzare il processo sotterraneo di estrazione del carbone e nel 1957 le miniere britanniche producevano carbone nel modo più economico di tutta Europa. Il piano per il carbone prodotto elaborato nel 1950 mirava ad aumentare la produzione da 184 a 250 milioni di tonnellate entro il 1970.
Alla fine degli anni '50 arrivò la concorrenza delle importazioni di petrolio a basso costo e nel 1957 l'industria del carbone iniziò a contrarsi. Tra il 1958 e il 1959, chiusero 85 miniere. Nel 1960, Alfred Robens divenne presidente del NCB e introdusse una politica di concentrazione sui pozzi più produttivi. Durante il suo mandato decennale, la produttività aumentò del 70%, ma con un numero di pozzi di gran lunga inferiori e una forza lavoro molto ridotta. Nel 1967, il NCB riorganizzò la sua struttura in 17 nuove aree, impiegando ciascuna circa 20 000 uomini. Nel 1956 700 000 uomini producevano 207 milioni di tonnellate di carbone; entro il 1971, meno di 290 000 lavoratori producevano 133 milioni di tonnellate di carbone in 292 miniere.
Il piano del carbone del 1974, elaborato in seguito allo sciopero dei minatori del 1972, prevedeva che l'industria carboniera avrebbe sostituito 40 milioni di tonnellate di capacità obsoleta e i pozzi più vecchi mantenendo la sua produzione. Entro il 1983, il NCB avrebbe investito £ 3 000 milioni nello sviluppo di nuove miniere.
Nel 1984 venne affermato che il NCB aveva un elenco di miniere destinate alla chiusura e il suo presidente, Ian MacGregor, indicò che il consiglio stava cercando di ridurre la produzione di 4 milioni di tonnellate, un fattore che contribuì allo sciopero dei minatori del 1984-1985. Lo sciopero fu uno dei più lunghi e più amari della storia e costò oltre 7 miliardi di sterline ai contribuenti. Durante lo sciopero, il NCB perse i mercati e 23 miniere chiusero prima della fine del 1985.
Il 5 marzo 1987 il Coal Industry Act ricevette la sanzione regia, segnando la fine del NCB e la formazione del suo successore, la British Coal Corporation. L'industria fu ulteriormente degradata dopo la privatizzazione dei fornitori di elettricità alla fine degli anni '80 e un aumento delle importazioni di carbone straniero a basso costo. Nel 1992 erano rimasti attive solo 51 miniere delle quali 31 destinate alla chiusura. Con l'approvazione del Coal Industry Act del 1994, le funzioni amministrative a livello settoriale della British Coal furono trasferite alla nuova Coal Authority. Le sue attività economiche sono vennero privatizzate e le operazioni minerarie inglesi vennero fuse con RJB Mining per formare UK Coal plc. Al momento della privatizzazione, restavano attivi solo 15 pozzi.

## Altre attività

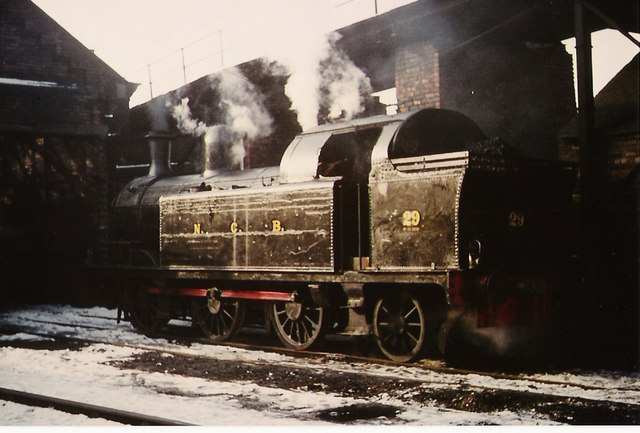
La n° 29 pronta per il servizio in un capannone del NCB a Philadelphia, Tyne and Wear.

Il NCB gestiva estesi sistemi ferroviari industriali nelle sue miniere, impiegando in parte la trazione a vapore fino all'autunno del 1982, quando anche la miniera di Bold terminò l'uso regolare di locomotive a vapore. L'istituto di ricerca del NCB a Stoke Orchard, nel Gloucestershire, venne fondato nel 1950 con Jacob Bronowski come direttore della ricerca. Esso chiuse in seguito alla privatizzazione dell'industria carboniera. La biblioteca di Stoke Orchard fu salvaguardata dopo la chiusura dell'ente e oggi è conservata dall'Institute of Mining and Mechanical Engineers del nord dell'Inghilterra.
Le filiali del NCB gestivano anche la produzione di prodotti chimici a base di carbone (divisione prodotti a base di carbone) e la produzione di caschi e altre attrezzature minerarie (Tredomen Engineering Ltd). A metà degli anni '70 le attività della "divisione prodotti a base di carbone" furono trasferite a due nuove società, la National Smokeless Fuels Ltd e la Thomas Ness Ltd, anche se rimasero interamente di proprietà della BCN.
Nel 1952 il NCB istituì un'unità cinematografica. L'ente era pronto a formare il suo personale e le nuove reclute e avviarono un programma per produrre film tecnici e commissionare film a società esterne. Più di novecento pellicole vennero realizzate prima della chiusura del NCB nel 1984.

## Cronotassi dei presidenti
- John Hindley, I visconte Hyndley (1947–1951)
- Hubert Houldsworth (1951–1956)
- Jim Bowman (1956–1961)
- Alfred Robens, barone Robens di Woldingham (1961–1971)
- Derek Ezra (1971–1981)
- Norman Siddall (1981–1983)
- Ian MacGregor (1983–1986)
- Robert Haslam (1986–1987)